# 鹿児島県道75号西之表南種子線
鹿児島県道75号西之表南種子線（かごしまけんどう75ごう にしのおもてみなみたねがせん）は、鹿児島県西之表市から熊毛郡南種子町に至る県道（主要地方道）である。

## 概要
西之表市東町から熊毛郡南種子町島間に至る。

### 路線データ
- 起点：鹿児島県西之表市東町（東町交差点、国道58号交点）
- 終点：鹿児島県熊毛郡南種子町島間（国道58号交点）
- 総延長：83.970 km
- 実延長：83.778 km

## 歴史
- 1976年（昭和51年）9月1日 - 鹿児島県告示第947号により認定[1]。
- 1993年（平成5年）5月11日 - 建設省から、県道西之表南種子線が西之表南種子線として主要地方道に指定される[2]。

## 路線状況

### 重複区間
- 国道58号（熊毛郡中種子町野間）
- 鹿児島県道586号茎永上中線（熊毛郡南種子町茎永）

### 道路施設

#### 橋梁
- カシミア橋（大川田川、西之表市）

## 地理

### 通過する自治体
- 西之表市
- 熊毛郡中種子町
- 熊毛郡南種子町

### 交差する道路
| 交差する道路                           | 市町村名 | 市町村名 | 交差する場所 | 交差する場所      |
| -------------------------------------- | -------- | -------- | ------------ | ----------------- |
| 国道58号                               | 西之表市 | 西之表市 | 東町         | 東町交差点 / 起点 |
| 鹿児島県道591号国上安納線              | 西之表市 | 西之表市 | 安納         |                   |
| 鹿児島県道76号野間十三番西之表線       | 熊毛郡   | 中種子町 | 野間         |                   |
| 国道58号 重複区間起点                  | 熊毛郡   | 中種子町 | 野間         |                   |
| 国道58号 重複区間終点                  | 熊毛郡   | 中種子町 | 野間         |                   |
| 鹿児島県道586号茎永上中線 重複区間起点 | 熊毛郡   | 南種子町 | 茎永         |                   |
| 鹿児島県道586号茎永上中線 重複区間終点 | 熊毛郡   | 南種子町 | 茎永         |                   |
| 国道58号                               | 熊毛郡   | 南種子町 | 島間         | 終点              |

### 沿線
- 西之表市役所
- 鹿児島県立種子島高等学校
- 鹿児島県立種子島中央高等学校
- 南種子町立花峰小学校
- 南種子町立茎南小学校
- 南種子町立大川小学校
- 中種子町立油久小学校
- 西之表市立立山小学校
- 西之表市立安城小学校
- 西之表市立安納小学校
- 西之表市立榕城小学校